# Siedlisko (serial telewizyjny)
Siedlisko – polski serial obyczajowy z 1998 roku. Bohaterami są Marianna i Krzysztof Kalinowscy, którzy otrzymują w spadku po zmarłej ciotce Róży nieruchomość na Mazurach. Wprowadzają się tam i asymilują się z mieszkańcami.

## Obsada
- Anna Dymna − Marianna Kalinowska
- Leonard Pietraszak − Krzysztof Kalinowski, mąż Marianny
- Agnieszka Wagner − Katarzyna, córka Kalinowskich
- Piotr Machalica − Robert Zborowski, mąż Katarzyny
- Renata Dancewicz − Iza, żona Jacka
- Paweł Deląg − Jacek, syn Kalinowskich
- Michał Pawlicki − Gustaw Józef Wolf
- Marian Opania − Wacław Kotula, sołtys Panistrugi
- Stanisława Celińska − Helena Misztal, gosposia Kalinowskich w Panistrudze
- Leszek Zduń − Józek, syn pani Heleny
- Magdalena Cielecka − Basia, doktorantka Kalinowskiego
- Krzysztof Kowalewski − profesor Wiesław Wanat
- Danuta Szaflarska − ciotka Emilia
- Wanda Majerówna − ciotka Malwina
- Zofia Merle − ciotka Teodora
- Łukasz Mechanicki − Jasio, wnuk Kalinowskich
- Igor Przegrodzki − organista Gabriel Piórkowski
- Lech Ordon − kościelny Frankowski
- Jerzy Zelnik − Witek Jaszczuk, biznesmen
- Jerzy Kamas − Wojciech Kula, ordynator w szpitalu w Ełku, przyjaciel Kalinowskiego z czasów studenckich
- Olgierd Łukaszewicz − Piotr Zarzycki, przyjaciel Kalinowskich
- Grażyna Marzec − Danuta Zarzycka, przyjaciółka Kalinowskich
- Grażyna Szapołowska − aktorka Eleonora Stern
- Marek Kondrat − aktor Artur
- Ewa Wiśniewska − Zuza, właścicielka galerii
- Jan Englert − dziekan, przyjaciel Kalinowskiego
- Paweł Wawrzecki – dzwoniący do Ameryki
- Wiktor Zborowski – dzwoniący do Ameryki
- Stanisław Brejdygant − ksiądz proboszcz
- Piotr Gąsowski − Edzio, syn ciotki Teodory
- Stanisław Brudny − majster Wójcik
- Krystyna Kołodziejczyk − Aleksandra Kotulowa
- Karolina Lubańska − Justyna, dziewczyna pomagająca Kalinowskiej w kuchni
- Jarosław Gruda − Józef Kowal
- Bożena Robakowska − Kowalowa
- Marcin Troński − notariusz Zdzisław (Adam) Duży
- Jacek Wójcicki − kominiarz
- Stanisław Jaskułka – listonosz Pacała
- Stanisław Penksyk – Władek Bugała
- Dariusz Gnatowski – weterynarz Krycha
- Maria Winiarska – Wiśniewska
- Robert Rozmus – pracownik zakładu doświadczalnego Akademii Rolniczej
- Barbara Baryżewska – Leokadia Wójcikowa
- Zofia Czerwińska – Misiakowa
- Jerzy Karaszkiewicz – pan Stefan
- Grzegorz Sierzputowski – ministrant
- Anna Waszczyk